# أسعد طراد
أسعد بن ميخائيل طراد (1835 - 1891) شاعر عثماني لبناني. ولد في بيروت ونشأ بها وتعلم في المدرسة الأميركية في عبية، وأتقن العربية وآدابها بعد أن تتلمذ على ناصيف اليازجي. انتقل إلى مصر سنة 1872 ليعمل تاجرًا فيها. توفي في زفتى في دلتا النيل. له ديوان جمع بعد وفاته، فنشرت سنة 1899. 

## سيرته
ولد أسعد بن مخائيل طراد (في بعض مصادر أسعد بن إبراهيم) سنة 1835 في بيروت، عاصمة إيالة صيدا-بيروت العثمانية، ونشأ بها في عائلة معروفة في الأدب والتجارة. أرسله والده إلى المدرسة الأميركية في عبيه فتلقى تعليمه الابتدائي فيها وأتقن العربية على يد ناصيف اليازجي، فقام بنظم الشعر ارتجالاً.

عمل طراد موظفاً في الحكومة العثمانية ووتقلَّب في عدة مناصب. دخل الصحافة وشارك في تحرير مجلة «الجنان». ثم هاجر إلى مصر، ومارس الأعمال التجارية في الإسكندرية من 1872 حتى وفاته في زفتى بالخديوية المصرية سنة 1891. 

## شعره
عني ابن أخيه فضل الله طراد بجمع ما تيسر من قصائده، فجمع نحوًا من ألف وخمسمائة بيت من شعره، طبعها في ديوان سنة 1899 بعنوان «نبذة من ديوان الشاعر المشهور المرحوم أسعد طراد». وصفه معجم البابطين «شعره شعر مناسبات، تقوم فيه الإخوانيات ومكاتبة الأصدقاء بالقصائد رداً على قصائد بالدور الأكبر، نظم في الرثاء والمدح، وفي موضوعات خالصة للفكر مثل «العلم». شعره من الموزون المقفى الذي يتخذ من شعر التراث إماماً في جهارة اللغة وقوة العبارة واستقلال البيت، فضلاً عن العناية بالمقدمات، واستخلاص الدروس والعظات، على أنه كان يحافظ على الملاءمة بين صوره وإشاراته وألفاظه، وبين الموجه إليه بالقصيدة مدحاً أو تلطفاً أو رثاء.» 